# Martin Häner

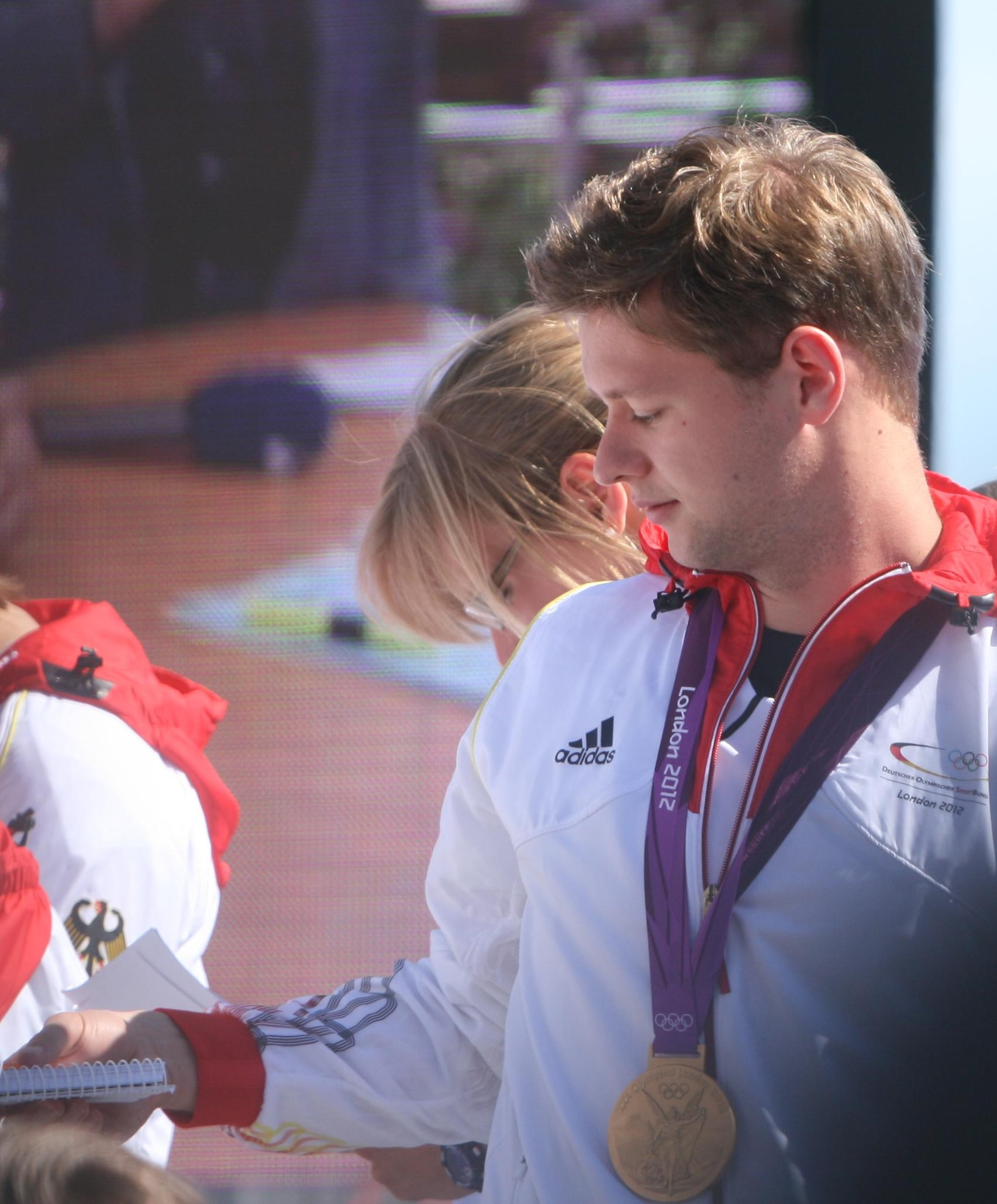
Martin Häner beim Empfang der Olympioniken 2012 in Hamburg

Martin Häner (* 27. August 1988 in Berlin) ist ein deutscher Hockeyspieler.

## Karriere
Seit 2003 war Häner in den Jugendmannschaften des DHB aktiv. 2006 belegte er mit der deutschen Mannschaft den zweiten Platz bei der U21-Europameisterschaft, zwei Jahre später folgte der dritte Platz, bei der Juniorenweltmeisterschaft 2009 gewann Häner mit der deutschen Auswahl den Titel. Er debütierte am 30. Juli 2005 in der deutschen Hockeynationalmannschaft. Der Abwehrspieler und Strafeckenspezialist gehört seit dem zweiten Platz bei der Europameisterschaft 2009 zum Kader der Nationalmannschaft. Ende 2009 unterlag er mit der deutschen Mannschaft erst im Finale der Champions Trophy den australischen Gastgebern. Auch im Finale der Weltmeisterschaft 2010 in Neu-Delhi unterlag die deutsche Mannschaft den Australiern. Bei der Europameisterschaft 2011 in Mönchengladbach gewann Häner mit der deutschen Mannschaft den Titel. Im Jahr darauf siegte Häner mit der deutschen Mannschaft bei den Olympischen Spielen 2012 in London. 2013 wurde er erneut Europameister. Nach einem zweiten Platz bei der Europameisterschaft 2015 gewann Häner die Bronzemedaille bei den Olympischen Spielen 2016. Bei der Europameisterschaft 2021 erreichte er mit der deutschen Mannschaft nochmals den zweiten Platz. Bei den Olympischen Spielen in Tokio belegten die Deutschen den zweiten Platz in ihrer Vorrundengruppe. Nach ihrer Halbfinalniederlage gegen die Australier verloren die Deutschen das Spiel um den dritten Platz mit 4:5 gegen die indische Mannschaft.
Häner wurde zum Hockeyspieler des Jahres 2009 gewählt. 2013 wurde er erster Sportstipendiat des Jahres der Deutschen Sporthilfe. Ab 2013 war er Athletensprecher des Deutschen Hockey-Bundes.
Insgesamt bestritt Häner 280 Länderspiele, davon acht in der Halle.
Häner begann seine Karriere beim Steglitzer TK, über den Berliner SC kam er dann zum Berliner HC; 2009 wurde er mit dem East Grinstead HC englischer Meister. Nach seiner Rückkehr zum Berliner HC gewann er 2012 seinen ersten Deutschen Meistertitel im Feldhockey. Häner ist Assistenzarzt.